# Endoptychum wariatodes
Endoptychum wariatodes är en svampart som beskrevs av Grgur. 1997. Endoptychum wariatodes ingår i släktet Endoptychum och familjen Agaricaceae.   Inga underarter finns listade i Catalogue of Life.